# Slaget på Reden
 Der er for få eller ingen kildehenvisninger i denne artikel, hvilket er et problem. Du kan hjælpe ved at angive troværdige kilder til de påstande, som fremføres i artiklen.

Slaget på Reden var et søslag, der blev udkæmpet den 2. april 1801 mellem en britisk flåde under kommando af admiral Sir Hyde Parker og en dansk-norsk flåde under kommando af Olfert Fischer forankret ud for København. Selve angrebet blev anført af viceadmiral Horatio Nelson, som er gået over i historien for at have afvist Parkers ordre om at trække sig tilbage under slaget. I stedet ødelagde Nelson en stor del af den danske flåde, inden Danmark-Norge accepterede en våbenhvile.

## Baggrund
Slaget på Reden var en konsekvens af en lang række af mislykkede diplomatiske bestræbelser i den sidste del af 1700-tallet. Det væbnede neutralitetsforbund bestående af Danmark-Norge, Sverige, Preussen og Rusland sammenholdt med Napoleons næsten totale dominans over det europæiske kontinent, blev af Storbritannien opfattet som en alvorlig trussel mod den britiske flåde. Briterne var særdeles bekymrede for den fortsatte eksistens og sikkerhed for forsyningsruter fra Sverige og de baltiske lande. Imidlertid var Danmark-Norge langt mere bekymret for truslen fra Rusland og Frankrig.
Tidligt 1801 samledes en britisk flåde i Yarmouth, der havde som mission at true Danmark-Norge til at trække sig ud af det væbnede neutralitetsforbund. Tidspunktet var valgt, dels så Danmark-Norge ville have svært ved at forsvare København, da en stor del af flåden ville ligge oplagt for vinteren, dels så den russiske flåde ikke kunne komme til undsætning på grund af is. Den britiske flåde stævnede ud fra Yarmouth den 12. marts 1801 og passerede Skagen allerede den 17. marts.
Danmark-Norge havde forberedt sig på angrebet så godt som muligt og havde placeret en forsvarslinje af skibe langs Københavns Red fra Prøvestenshavnen og nordpå – langs sejlrenden Kongedybet, som ender ud for Trekronerfortet syd for indsejlingen til Københavns Havn. Den dansk-norske forsvarslinje bestod overvejende af blokskibe, idet det meste af flåden på dette tidspunkt af året slet ikke var rigget til – på nær Steen Billes deling, som ikke kom i kamp. For at bevare en væbnet neutralitet, måtte danskerne forhindre, at de nye krigsskibe blev ødelagt, da de skulle ledsage og beskytte handelskibene.
Desværre for Danmark-Norge nåede den planlagte støtteflåde fra Karlskrona i Sverige aldrig frem på grund af ugunstige vindforhold. Ligeledes var den russiske flåde fortsat spærret inde af is. Der kom heller ikke støtte fra Preussen, der kun havde minimale flådestyrker til rådighed. Således måtte slaget udelukkende stå mellem Storbritannien og Danmark-Norge.

## Slaget
Inden selve slaget foreslog Nelson et forebyggende angreb med det formål at true Danmark-Norge til overgivelse uden kamp. Parker, der var øverstkommanderende, modsatte sig, og de britiske krav blev fremsat af en enkelt fregat. Danmark-Norge nægtede at forhandle og slaget kunne begynde.
Københavns Red var yderst kompliceret at navigere i og var tæt forsvaret af Danmark-Norge. Men Nelson tog kommando over tolv af de britiske linjeskibe med de mindst dybe skrog og kunne dermed liste sig gennem de ukendte lavvandede områder. Således tog Nelson initiativet til slagets begyndelse, selvom de fire største skibe løb på grund (Elephant, Defiance, Russel og Bellona). Som støtte til den forreste britiske deling lå en række bombeskibe, der uforstyrret kunne bombardere København.
Efter fire timers intens kamp var slaget ikke kommet nærmere en afgørelse. De andre britiske skibe lå forankret ved stævnen kun 200 meter fra den danske forsvarslinje af både skibe og det tilsyneladende uovervindelige Trekroner-batteri, som aldrig indstillede beskydningen mod briterne. Bombardementet fra begge sider var intenst.
Under disse kampe signalerede Parker til Nelson, at han skulle trække flåden tilbage, men Nelson, der var fast indstillet på at sejre, ignorerede signalet. Det var ved denne lejlighed, at Nelson efter sigende satte kikkerten for det blinde øje og sagde, at han ikke kunne se signalet. Det hævdes, at Parker aldrig gav ordre til retræte, men blot gav Nelson tilladelse til at trække flåden ud af kampen, hvis han følte sig truet.
Samtidig sendte Nelson kurerer af sted med et hvidt flag, som ikke kunne undgås at ses af Kronprins Frederik, der overværede slaget fra Citadellets volde. Kurererne afleverede en besked i hvilken Nelson truede med at afbrænde alle tilfangetagne batterier, stykpramme og blokskibe uden at være i stand til ”at redde de tapre danske sjæle, der forsvarede dem”. Beskeden ankom på et tidspunkt, hvor en række danske skibe var slået og ukampdygtige.
Nelson forklarede senere, at brevet blev skrevet på grund af hans medfølelse for de danske, men danske historikere hævder til stadighed, at beskeden blot var en krigslist, der i virkeligheden var et desperat forsøg af Nelson på at standse slaget. De samme historikere hævder, at Nelson rent faktisk ikke havde erobret eller tilfangetaget et eneste dansk-norsk skib, da han sendte brevet. Påstandene støttes af, at tre engelske linjeskibe havde mistet deres manøvredygtighed og var indenfor rækkevidde af Trekroner-batteriet. Men da kronprinsen læste brevet, accepterede han straks en våbenhvile – uden at konsultere de dansk-norske kommandører, Olfert Fischer og Steen Bille.
Fordi den dansk-norske flåde var blevet så hastigt organiseret, bestod den af et stort antal af frivillige, der kun havde lidt eller ingen flådeerfaring, og derfor er det aldrig blevet fastlagt præcist, hvor store de dansk-norske tab var. Tabstallene varierer fra 1.135 til 2.215 døde og sårede. Den officielle rapport fra Olfert Fischer anslår, at mellem 1.600 og 1.800 danskere og nordmænd mistede livet eller blev sårede. Ifølge de britiske logbøger og rapporter, som Nelson og Parker sendte til det britiske admiralitet, lød de engelske tab på 264 dræbte og 689 sårede.

## Efterspillet
Efter våbenhvilen begyndte de formelle fredsforhandlinger. Forhandlingerne varede mere end en uge og koncentrerede sig om det britiske krav om, at Danmark-Norge skulle forlade det væbnede neutralitetsforbund. Møderne var intense og indtil flere gange var parterne tæt på glemme diplomatiet og genoptage kampene. Pludselig indløb meddelelsen om, at den russiske Zar Paul var død. Da zar Paul var drivkraften bag det væbnede neutralitetsforbund, blev de britiske krav med ét irrelevante og den 9. april 1801 indgik de to parter en våbenstilstand, der blev efterfulgt af en decideret fredsaftale den 23. oktober 1801.
Selvom briterne betragtede slaget som en betydelig militær og politisk sejr, mener danske historikere ikke, at det er klart, hvem der var sejrherre.  Politisk nåede briterne det,, hvad de var kommet for: at Danmark-Norge skulle trække sig ud af det væbnede neutralitetsforbund. Imidlertid betød zar Pauls død, at forbundet reelt set var opløst, inden kronprins Frederik accepterede de britiske krav. Derudover formåede Danmark-Norge også at fastholde sin neutralitet i krigen mellem Storbritannien og Frankrig.
Militært set formåede den britiske flåde at gøre stor skade på den dansk-norske flåde. Men den dansk-norske ildkraft og styrken af det københavnske forsvar var langt stærkere, end forventet og søslaget blev længere og hårdere, end Nelson og Parker havde antaget. Danmark-Norge var succesrige i deres forsvar af København og flåden, selvom det måske ikke havde været tilfældet, hvis fredsforhandlingerne havde brudt sammen og Nelson ville have indsat sine ubeskadigede bombeskibe i et nyt slag. Nelsons oprindelige plan var rent faktisk at ødelægge den dansk-norske flåde for at kunne bombe selve København. Men han angreb kun de dansk-norske skibe, der lå syd for Trekroner med 66 befæstede kanoner. De dansk-norske skibe, der lå nord for Trekroner havde ikke løsnet et skud under hele slaget og var stadig kampdygtige. Da Nelsons eget skib var medtaget, da våbenhvilen trådte i kraft, er det tvivlsomt, om han kunne have vundet et slag mod Trekroner og den kampduelige del af den dansk-norske flåde.
Selvom danske og britiske historikere er uenige om, hvem der vandt selve søslaget, er de enige om, at Nelson vandt den politiske sejr. Det var Slaget på Reden, der den 19. maj 1801 gjorde Nelson til "Viscount Nelson af Nilen".
Slaget på Reden var ikke det sidste slag mellem Danmark-Norge og Storbritannien. I 1807 førte lignende omstændigheder til endnu et angreb benævnt som Københavns bombardement, som fortsatte i Kanonbådskrigen.

## Skibe som deltog i slaget
| Danske skibe        | Danske skibe        | Britiske skibe |
| Fischers deling     | Steen Billes deling | Nelsons deling |
| ------------------- | ------------------- | -------------- |
| Prøvesteenen        | Elephanten          | HMS Polyphemus |
| Wagrien             | Mars                | HMS Isis       |
| Rendsborg           | Sarpen              | HMS Edgar      |
| Nyeborg             | Nidelven            | HMS Ardent     |
| Jylland             | Danmark             | HMS Glatton    |
| Sværdfisken         | Trekroner           | HMS Elephant   |
| Cronborg            | Iris                | HMS Ganges     |
| Hajen               | Nykøbing            | HMS Monarch    |
| Elven               | Aalborg             | HMS Defiance   |
| Dannebroge          | Christianssund      | HMS Russell    |
| Aggershus           | Arendel             | HMS Bellona    |
| Flaadebatteri No. 1 | Langesund           | HMS Agamemnon  |
| Sjælland            | Odense              | HMS Desiree    |
| Charlotte Amalie    | Flensborg           | HMS Amazon     |
| Søhesten            | Stege               | HMS Blanche    |
| Holsteen            | Staværn             | HMS Alcmene    |
| Indfødsretten       | Viborg              | HMS Arrow      |
| Hjælperen           | Naskou              | HMS Dart       |

Desuden havde briterne følgende skibe med:
- Brig-kanonbåde Cruizer, Harpy, Jamaica
- Bombeskibe Discovery, Explosion, Hecla, Sulphur, Terror, Volcano, Zebra
- Brandskibe Otter, Zephyr [2]

## Kulturel påvirkning
Slaget på Reden havde umiddelbart stor indflydelse på datidens kunst- og kulturliv. Det fungerede som inspiration for mange patriotiske sange og bl.a. skuespilleren H. C. Knudsen arrangerede højtideligheder rundt omkring i Danmark med det formål at opbygge og styrke et patriotisk fællesskab.
I forbindelse med 200-året for Slaget på Reden bestilte Søværnets Operative Kommando i samarbejde med Reformert Kirke i København (hvor Olfert Fischer ligger begravet) et værk af komponisten Frederik Magle til minde on slaget med titlen Håbet. Værket blev uropført den 1. april 2001 af Søværnets Tamburkorps, Reformert Kirkes kor og Frederik Magle.